# Jaroslav Hašek
Jaroslav Hašek (Prag, 30. travnja 1883. – Lipnice nad Sázavou, 3. siječnja 1923.), češki novelist, humorist i novinar, pisac remek-djela satire Doživljaji dobrog vojnika Švejka u svjetskom ratu. 

## Životopis
Jaroslav Hašek rođen je 30. travnja 1883. godine u Pragu u obitelji koja je vukla korijene s juga Češke. Hašekov otac bio je učitelj matematike i bankovni činovnik, a preminuo je od posljedica pijančevanja kada je Hašeku bilo 13 godina. Nakon očeve smrti ljekarnik Kokoška zainteresirao se za mladog Hašeka. Zahvaljujući njegovoj potpori završio je Komercijalnu akademiju u Pragu nakon čega se zaposlio u Slavia banci, ali godinu dana kasnije dobiva otkaz zbog čestog opijanja. U studentsko doba već se bavi pisanjem, a povremeno i objavljuje svoja djela. Uglavnom se radilo o zapisima s putovanja i kratkim literarnim esejima inspirarnim njegovim lutanjima kroz Moraviju, Slovačku i Poljsku u vrijeme praznika. 
Nakon otkaza u banci narednih pet godina proputovao je, između ostalog, Bavarsku, Švicarsku, Austriju, Mađarsku, Galiciju, Balkan, Slovačku i Češku. Još od mladosti Hašek je bio uvjereni anarhist koji je svoje je stavove objavljivao u mnogim češkim političkim novinama. Tako 1904. godine postaje urednik omladinskog anarhističkog lista Omladina, a od 1906. do 1907. godine radio je za anarhističke novine - "Nova omladina" i "Komuna". Godine 1907. zbog svog rada u anarhističkim novinama zatvoren je na mjesec dana. Po izlasku iz zatvora napušta anarhistički pokret. Pokušavajući promijeniti svoj način života, nakon što ju je poznavao nekoliko godina, Hašek se 1910. godine oženio Jarmilom Majerovom, kćerkom dobrostojećeg poduzetnika. Ženidba na žalost nije odveć pomogla pa se dvije godine kasnije, nakon rođenja sina Richarda, počinje baviti krađom pasa i krivotvorenjem psećih rodovnica, baš kao i njegov književni junak Švejk. Napušta obitelj i nastavlja život boema. Volio je živjeti noćni život, a u gostionama gdje je zalazio važio je za zabavljača, pijanicu i osobu koja se nije ustručavala sukobiti se s policijom.
Godine 1911. vjerojatno je pokušao samoubojstvo zbog čega je proveo tri tjedna u klinici za psihički oboljele osobe. Kako bi zaradio za život između 1908. i 1913. godine radio je nekoliko različitih poslova. Bio je urednik lista "Ženski obzor", a radio je i u izbornom stožeru Narodne socijalističke stranke, uređivao magazin "Svijet životinja" te je preprodavao pse i pisao trač kolumnu u listu "Češko slovo". Hašek je radio i ono što je teško zamislivo, naime pisao je za novine suprotstavljenih političkih gledišta - socijaldemoratski list "Pravo naroda" i nacionalno-socijalistički list "Češko slovo". Dok je radio kao novinar napravio je duhovitu seriju podvala i obmana u svojim članicma. Postumno (1973.) sve je to sakupljeno i objavljeno u knjizi Zabavni i poučni članci Jaroslava Hašeka. Za znanstveni časopis "Svijet životinja" pored pisanja humorističnih bajki i anegdota, prikazao je vezu između životinja i ljudi te izmišljao brojne znane i neznane životinjske vrste. Započeo je korespodenciji s ljutitim čitateljima te odgovarao na pisma oduševljenih čitatelja (od kojih je neka napisao sam sebi). Ipak njegov glavni izvor prihoda bile su stotine kratkih humorističnih priča i anegdota koje je objavljivao u raznim novinama. Pisao je pod raznim pseudonimima, a mnogi od njih vjerojatno još nisu ni otkriveni. S vremenom će sakupiti poveći broj tih priča te će objavljivati kolekcije svojih humorističnih priča.
Pisanje Hašeku nije predstavljalo napor, obično je pisao u kavanama ili gostionama odakle je slao rukopis izravno uredniku ili na tiskanje i to bez da bi svoje tekstova iznova pročitao. Kao plodan i kvalitetan humorist postao je vrlo popularan. Za svoje tekstove koristio je tradicionalne teme iz svakodnevnog života običnih ljudi. Svoj sarkazam često je usmjeravao ka političarima, Crkvi i vojsci. Ismijavao je birokraciju, uvriježene stereotipe i sve mane društva s kojima se susretao, dovodeći situacije do apsurda koristeći se provokativnim stilom pripovjedanja. U svom najpoznatijem djelu Doživljaji dobrog vojnika Švejka u svjetskom ratu razotkriva besmislenost, surovost i ludost militarizma, a kroz svog junaka Švejka uvodi u književnost lik čovjeka iz naroda u kome se pod prividnom maskom priprosta čovjeka krije narodna mudrost. 
Od 1915. godine nastupa po kabareima kao zabavljač, ali uskoro slijedi poziv u vojsku. U početku njegova je postrojba raspoređena u južnoj Češkoj, da bi potom bila premještena u istočnu Mađarsku, a potom i na bojište u Galiciji. U rujnu iste godine njegova je postrojba, kao rezultat iznenadnog ruskog proboja, ostala odsječena od svoje pozadine i predala se Rusima. Prvotno je zatočen u zarobljeničkom logoru Dárnice kod Kijeva, a kasnije je premješten u mjesto Totskoye kod mjesta Buzuluk (Ural) gdje se zarazio tifusom. U proljeće 1916. godine pristupa Češkoj legiji boreći se protiv Austro-Ugarske na strani Saveznika. Uskoro postaje daktilograf, a zatim i tajnik u svojoj pukovniji. Istovremeno s tim piše humoristične tekstove za list Čehoslovak u kojima podržava borbu Čeha i Slovaka za nezavisnu državu.
Neće proći dugo vremena i Hašek će doći u sukob s nadređenima kritizirajući uskogrudost i prekomjernu opreznost Češkog nacionalnog vijeća u Rusiji i vodstvo češke legije. Nakon pobjede boljševičke revolucije odbio je s Češkom legijom otići u Francusku i krajem 1917. te početkom 1918. pokušava uspostaviti Revolucionarno vijeće čeških radnika i vojnika u Kijevu. Nakon neuspjeha seli se u Moskvu gdje se pridružuje Češkim Socijaldemokratima (boljševicima). U Crvenoj armiji postaje politički aktivist, novinar i urednik vojnih novina na raznim jezicima te organizira novačenje u mjestu Samara. U rujnu odlazi u Simbirsk, odakle je poslan u mjesto Bulguma kao pomoćnik vojnom zapovjedniku grada. Nakon toga boravio je u Čeljabinsku, Omsku, Krasnojarsku i Irkutsku gdje je radio u političkom odjelu za nacionalne manjine Pete armije te kao novinar i novinski inspektor.
Nakon završetka 1. svjetskog rata vraća se u Prag s drugom suprugom Aleksandrom s kojom se oženio 1920. godine u Krasnoyarsku, a bez da se razveo od svoje prve supruge Jarmile. Nakon povratka razočaran u sve ono što vidi oko sebe te potpuno nepriviknut na zateknute prilike iznova se prepušta opijanju. U kolovozu 1921. seli se u selo Lipnice nad Sázavou u jugoistočnoj Češkoj gdje radio na svome životnom djelu Doživljaji dobrog vojnika Švejka. Tu i umire 3. siječnja 1923. godine od posljedica upale pluća i zastoja srca.
Hašekovo djelo Doživljaji dobrog vojnika Švejka (u izvorniku: Osudy dobrého vojáka Švejka za svitové války, na hrvatskom - Doživljaji dobrog vojnika Švejka u svjetskom ratu) danas se jednoglasno smatra jednim od najvećih djela svjetske satire. Međutim onodobna literarna vrhuška prvotno je negativno reagirala na Hašekovo djelo iako je publika djelo oduševljeno prihvatila. Možda i stoga što je za razliku od Kafke koji je svoja djela pisao na njemačkom jeziku Hašek svoja pisao na svakodnevnom uporabnom češkom jeziku. Švejk se već pojavljivao u ranijim Hašekovim pričama (Dobri vojnik Švejk i druge čudne priče, 1911.; Dobri vojnik Švejk u zarobljeništvu, 1917.). Hašek je prvotno namjeravao napisati šest svezaka knjige. Do smrti je objavio tri nastavka, a posmrtno je objavljen i četvrti dio koji je nadopunio njegov prijatelj Karel Vanek. Nedugo nakon Hašekove smrti "Dobri vojnik Švejk" zabranjen je u čehoslovačkoj vojsci 1925. godine, poljski je prijevod zapljenjen 1928. godine, a sedam godina kasnije (1935.) knjiga je zabranjena i u Bugarskoj, a njemački prijevod je spaljen 1933. godine. Hašekova rana djela, dok je uređivao časopis "Životinjski svijet", posrmtno su sakupljena u knjizi Skandal Bachura: I druge priče i skečevi (1991.)

## Vanjske poveznice
- Članak o Dobrom vojniku Švejku
- Sveobuhvatna web-stranica, uglavnom na češkom, ali djelomično i na engleskom